# Igor Švõrjov

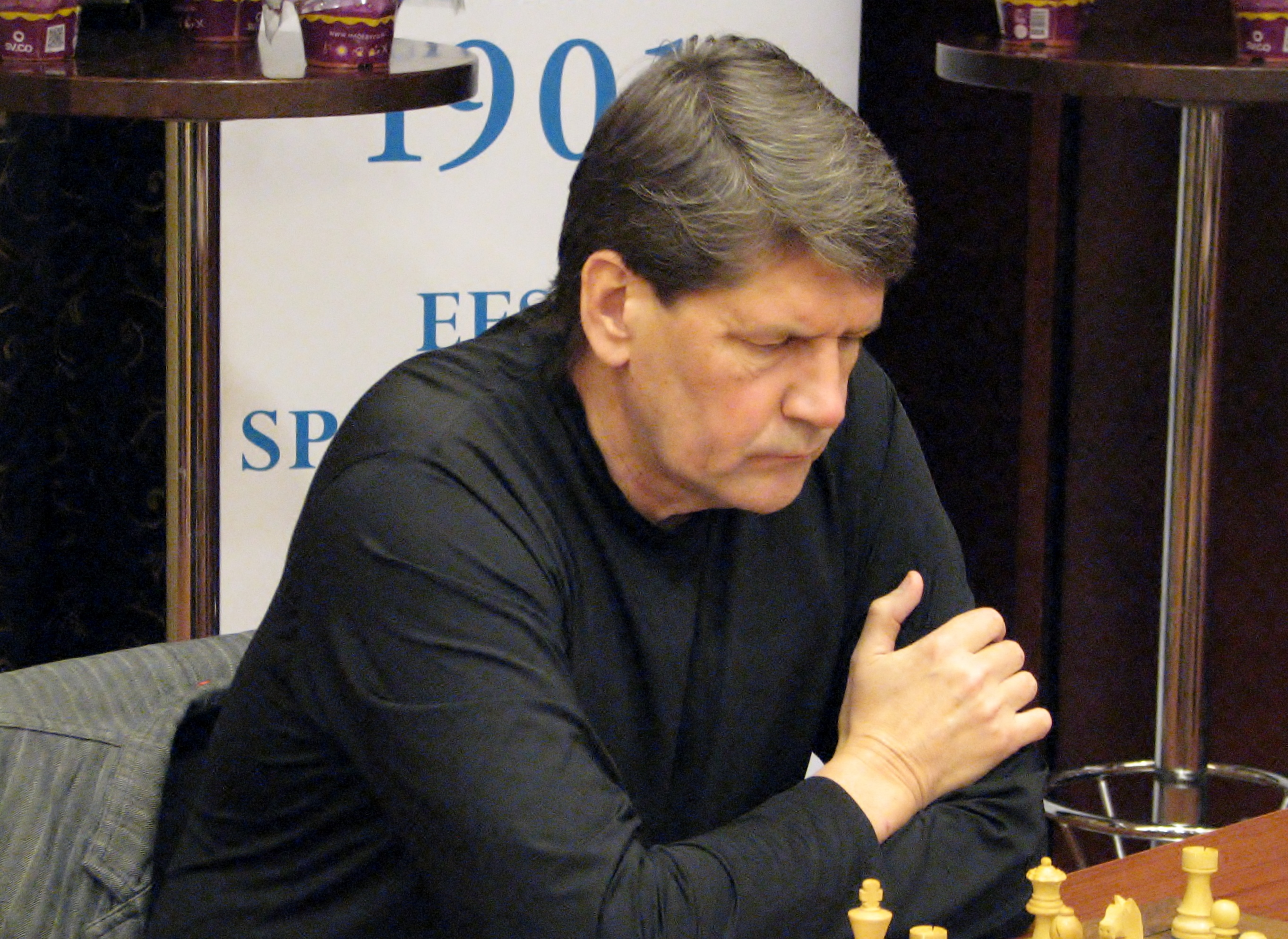
Igor Švõrjov

Igor Švõrjov (Vorosjilovgrad, 24 mei 1955) is een Estische schaker met een FIDE-rating van 2346 in 2005 en rating 2410 in 2016. In 2000 werd hij Internationaal Meester (IM), in 2005 werd hij grootmeester (GM). 
In mei 2005 speelde hij mee in het toernooi om het kampioenschap van Estland dat in Tallinn verspeeld werd. Hij eindigde met 3 uit 9 op de achtste plaats. 
In januari 2013 werd hij, met 5 pt. uit 7 partijen, 13e op het Paul Keres Memorial rapidtoernooi.

## Externe koppelingen
- (en)   .html Informatie over schaakpartijen van Igor Švõrjov op ChessGames.com
- (en)   Informatie over schaakpartijen van Igor Švõrjov op 365chess.com
- (en)  FIDE-ratinggegevens voor Igor Švõrjov